# Aulagromyza albicipitoides
Aulagromyza albicipitoides är en tvåvingeart som först beskrevs av Erich Martin Hering 1955.  Aulagromyza albicipitoides ingår i släktet Aulagromyza och familjen minerarflugor.
Artens utbredningsområde är Tyskland. Inga underarter finns listade i Catalogue of Life.